# Mario Strikers: Battle League Football
Mario Strikers: Battle League Football is een computerspel ontwikkeld door Next Level Games en uitgegeven door Nintendo voor de Switch. Het voetbalspel is wereldwijd uitgekomen op 10 juni 2022.

## Spel
In het spel nemen spelers het op tegen elkaar in vijf tegen vijf teams. De opzet van het spel is chaotisch en met overdreven acties. Ook zijn stevige tackels en aanvallen toegestaan, waar dit in de reguliere voetbalsport niet mag. Na een aanval krijgt het andere team een voorwerp, zoals een bananenschil, om als tegenactie te gebruiken.
Tot wel vier Switch-consoles met acht spelers kunnen deelnemen aan een lokale multiplayerwedstrijd, en online kunnen tot wel 20 spelers deelnemen aan een spelseizoen met een scorebord.

## Ontvangst
| Recensiescore       | Recensiescore |
| Recensieverzamelaar | Score         |
| ------------------- | ------------- |
| Metacritic          | 73%           |
| Publicist           | Score         |
| Destructoid         | 8             |
| Game Informer       | 7,5           |
| GameSpot            | 7             |
| IGN                 | 8             |
| Nintendo Life       | 9             |

Battle League Football ontving gemengde recensies. Men prees de spelbalans, toegankelijkheid en de aanpassingen van de personages. Kritiek was er op de beperkingen van de gameplay, de statische voetbalvelden en ontbreken van inhoud ten tijde van uitgave.
Op Metacritic, een recensieverzamelaar, heeft het spel een score van 73%.

## Trivia
- In de Verenigde Staten is het spel uitgebracht onder de titel Mario Strikers: Battle League.